# Marialuise Mittermüller
Marialuise Mittermüller (* 29. Dezember 1952 in Villach) ist eine österreichische Politikerin (FPK, FPÖ/BZÖ). Mittermüller war Bürgermeisterin in Steindorf am Ossiacher See und war zwischen 2005 und 2006 Abgeordnete zum Österreichischen Nationalrat.

## Ausbildung und Beruf
Marialuise Mittermüller besuchte von 1959 bis 1967 die Volks- und Hauptschule und absolvierte im Anschluss bis 1970 die Höhere Bundeslehranstalt für wirtschaftliche Frauenberufe.
Mittermüller war zwischen 1970 und 1973 Buchhalterin im Steuerberatungsbüro Villach und danach von 1974 bis 1983 Rechnungsprüferin im Agfa Camerawerk München. Von 1983 bis 1984 war sie erneut Buchhalterin bei Siemens in Villach. 2002 war sie Bezirksgeschäftsführerin der FPÖ Feldkirchen.

## Politik
Mittermüller war von 1991 bis 1994 Gemeinderätin in Steindorf und zwischen 1994 und 2003 Vizebürgermeisterin. 2003 wurde sie zur Bürgermeisterin der Gemeinde gewählt. Mittermüller zog am 4. Februar 2005 für die FPÖ in den Nationalrat ein. Im November 2005 wurde Mittermüller in den Kärntner FPÖ-Parteivorstand gewählt, im Zuge der Parteispaltung schloss sich jedoch dem BZÖ an. Am 29. Oktober 2006 schied sie aus dem Nationalrat aus. Bei der Nationalratswahl 2008 kandidierte Mittermüller auf einem hinteren Listenplatz im Regionalwahlkreis Kärnten West für das BZÖ.
Mittermüller war von 2003 bis 2015 Bürgermeisterin von Steindorf am Ossiacher See.